# P/E poměr
P/E poměr či P/E ratio (z anglického price-to-earnings ratio) je poměrový ukazatel používaný na akciových trzích. Vyjadřuje poměr mezi tržní cenou akcie a čistým ziskem na akcii, resp. tržní kapitalizací dané firmy a jejím čistým ziskem.
P/E poměr tedy vypovídá o tom, jaký násobek čistého zisku na akcii je investor ochoten za jednu akcii zaplatit. Pokud by teoreticky měla daná společnost stále stejné zisky, je možné hodnotu také chápat jako návratnost investice v letech.

## Definice
{\displaystyle {\mbox{P/E poměr}}={\frac {\mbox{Tržní cena akcie}}{\mbox{Roční zisk na akcii}}}}

- Jestliže je P/E vysoké, může to naznačovat, že je tržní cena akcie v poměru k zisku na akcii společnosti příliš vysoká. Akcie je "drahá".
- Jestliže je P/E nízké, může to naznačovat, že zisk společnosti na akcii je vysoký vzhledem k její ceně. Akcie je "levná".
- Otázku levnosti či drahoty akcie musí posoudit každý investor spolu s dalšími ukazateli úspěšnosti podniku. Někdy je P/E=10 příliš vysoké a akcii raději prodáme a někdy i P/E=40 je dost nízké na to, abychom akcii nakoupili. Obecně ale platí (ve vztahu k dalším ukazatelům), že vyšší P/E nalezneme u firem slibujících vysoký růst zisků v budoucnu. 
- Vyšší hodnota P/E ukazatele může být ospravedlněna také nadprůměrnou návratností investovaného kapitálu (ROIC). 
- U neprofitabilních firem se kvůli chybějícímu údaji o zisku často místo P/E poměru používá tzv. P/S poměr (price to sales).